# Manuel Murillo
Manuel Mauricio Murillo Palomino (ur. 11 kwietnia 1993 w El Cerrito) – kolumbijski piłkarz występujący na pozycji napastnika, od 2024 roku zawodnik salwadorskiej Cangrejery.

## Kariera klubowa
Murillo rozpoczynał swoją karierę piłkarską w Panamie, gdzie początkowo usiłował znaleźć zatrudnienie w klubach Chepo FC, a następnie CD Plaza Amador (w tym drugim przypadku przeszkodziło mu zachorowanie na grypę żołądkową). Ostatecznie trafił do drugoligowego Santa Gema FC, w którym notował na tyle udane występy, że w lipcu 2014 został pozyskany przez występujący w najwyższej klasie rozgrywkowej zespół Alianza FC. W Liga Panameña de Fútbol zadebiutował 18 lipca 2014 w wygranym 1:0 spotkaniu z Árabe Unido, zaś premierowego gola strzelił 30 sierpnia tego samego roku w przegranej 1:2 konfrontacji z Tauro. W Alianzie nie potrafił się jednak przebić do pierwszego składu, wobec czego już po upływie pół roku powrócił do Santa Gema. Tam spędził kolejne sześć miesięcy.
W lipcu 2015 Murillo zasilił beniaminka pierwszej ligi panamskiej – stołeczną ekipę SD Atlético Nacional. Tam szybko został gwiazdą zespołu i w wiosennym sezonie Clausura 2016 został królem strzelców ligi panamskiej (10 goli) oraz został wybrany w oficjalnym plebiscycie do najlepszej jedenastki rozgrywek. Bezpośrednio po tym sukcesie przeszedł do wenezuelskiej Portuguesy FC, w której barwach 20 lipca 2016 w wygranym 3:2 meczu z Deportivo Anzoátegui zadebiutował w wenezuelskiej Primera División. Pierwszą bramkę strzelił natomiast 7 sierpnia tego samego roku w zremisowanym 2:2 pojedynku z Estudiantes de Mérida. W Portuguesie spędził rok, lecz mimo częstej gry nie był w stanie regularnie wpisywać się na listę strzelców.
W lipcu 2017 Murillo powrócił do Panamy, gdzie zasilił swój były klub Santa Gema FC, występujący już w pierwszej lidze. Spędził w nim pół roku (bez gola), po czym przez parę miesięcy występował w drugoligowym Río Abajo FC. W lipcu 2018 został ściągnięty przez Horacio Matuszyczka – swojego byłego trenera z Portuguesy – do prowadzonej przez niego wenezuelskiej drużyny Trujillanos FC. Tam kontynuował jednak fatalną passę i po rozegraniu zaledwie trzech spotkań odszedł z klubu.
W grudniu 2019 podpisał umowę z gibraltarskim F.C. Boca Gibraltar.